# Paul Morand
Paul Morand (n. 13 martie 1888, Paris - d. 24 iulie 1976, Paris) a fost un prozator francez.
A fost membru al grupului literar „Nouvelle revue française”.
A avut și o carieră diplomatică, fiind ambasador al Franței la București (1943).
Romanele sale, de notorietate mondială în perioada interbelică, au fost apreciate pentru evocarea mediilor cosmopolite, fantezie poetică și subtilitate psihologică.
Reportajele sale de călătorie sunt spirituale și au un stil trepidant.
În timpul celui de-al Doilea Război Mondial, a fost susținător al Regimului de la Vichy.

## Scrieri

### Romane
- 1922: Ouvert la nuit ("Deschis noaptea");
- 1924: Lewis et Irène ("Lewis și Irène");
- 1927: Bouddha vivant ("Buda în viață");
- 1928: Magie noire ("Magie neagră").

### Reportaje de călătorie
- 1926: Rien que la terre („Numai pământul”);
- 1928: Paris-Tombouctou;
- 1933: Londres („Londra”);
- 1935: Bucarest („București”).

### Eseuri
- 1942: La vie de Guy de Maupassant ("Viața lui Guy de Maupassant");
- 1944: Adieu à Girardoux ("Rămas bun lui Girardoux").

### Memorialistică
- 1946: Le visiteur du soir. Marcel Proust. Souvenirs d'un ami intime ("Oaspete de seară. Marcel Proust. Amintiri despre un prieten intim").

### Lirică
- 1919: Lampes à arc ("Lămpi cu arc");
- 1920: Feuilles de température ("Foi de temperatură").